# Rafael Bielsa
Pour les articles homonymes, voir Bielsa (homonymie).
Rafael Antonio Bielsa, né le 15 février 1953 à Rosario, Argentine est un homme politique argentin. Il fut ministre des Affaires étrangères du président Néstor Kirchner du 25 mai 2003 à décembre 2005. 
Il est le frère de l'ancien sélectionneur de l'équipe de football d'Argentine Marcelo Bielsa.